# Ганушовські пагорби
Ганушовські пагорби (Hanušovská pahorkatina) — геоморфологічна підодиниця Бексидського передгір'я. Місце розташування — округи Вранов-над-Теплою і Пряшів. Середня висота складає 150-300 метрів..
Протікають Медзянський потік; Волянський потік; Глибокий потік і Трстянка.